# Thorictus lethierryi
Thorictus lethierryi is een keversoort uit de familie spektorren (Dermestidae). De wetenschappelijke naam van de soort werd in 1875 gepubliceerd door Léon Marc Herminie Fairmaire.